# Daviesiconus
Daviesiconus es un género de foraminífero bentónico de la subfamilia Dictyoconinae, de la familia Orbitolinidae, de la superfamilia Orbitolinoidea, del suborden Orbitolinina y del orden Loftusiida. Su especie tipo es Coskinolina balsilliei. Su rango cronoestratigráfico abarca el Ypresiense (Eoceno inferior).

## Discusión
Clasificaciones previas incluían Daviesiconus en el suborden Textulariina del orden Textulariida o en el orden Lituolida.

## Clasificación
Daviesiconus incluye a la siguiente especie:
- Daviesiconus balsilliei †